# Jia Kuan Chen
Jia Kuan Chen (translitera del idioma mandarín 陈家宽) ( 1947) es un botánico chino, especialista en la familia de las alismatáceas.
En 1969, se graduó de la Universidad Agrícola de Fujian; y es investigador en el "Laboratorio de Botánica Sistemática y Evolucionaria", del "Instituto de Botánica", Universidad Fudan, Shanghái.

## Algunas publicaciones
- s. Zeng, t. Zhang, y. Gao, z. Ouyang, jia Chen, b. Li, b. Zhao. 2010. Effects of Road Disturbance on Plant Biodiversity', World Academy of Science, Engineering and Technology, International Science Index 42, 4 (6): 369 - 380

- La abreviatura «J.K.Chen» se emplea para indicar a Jia Kuan Chen como autoridad en la descripción y clasificación científica de los vegetales.[1]

A marzo de 2014 existían 6 registros IPNI, de sus identificaciones y nombramientos de nuevas especies, publicándolas habitualmente en : Wuhan Bot. Res.; Bull. Bot, Res. North-East Forest. Inst.; Syst. Evol. Bot. Stud. Chin. Sagittaria